# Lucij Kornelij Scipio Azijatik
Lucij Kornelij Scipio Azijatik (latinsko Lucius Cornelius Scipio Asiaticus), starorimski general in državnik, * neznano, † po 183 pr. n. št.
Izhajal je iz ugledne družine, njegov oče Lucij Kornelij Scipio, še bolj pa njegov starejši brat Publij Kornelij Scipion Afričan sta postala znana po vlogah v drugi punski vojni. 
Lucij je služil pod svojim bratom v Hispaniji med drugo punsko vojno in v znamenitem dvoboju premagal kartažanskega poveljnika Larusa (kantabrijski poveljnik najemnikov) in leta 208 pr. n. št. sam zavzel mesto. Leta 206 pr. n. št. so ga poslali v senat z novico o zmagi v Hispaniji. Leta 195 pr. n. št. je bil kurulski edil. in pretor leta 193 pr. n. št. dodeljen Siciliji, pri čemer mu je pomagal vpliv njegovega brata. Leta 191 pr. n. št. je bil kandidat za konzula, a je izgubil proti svojemu bratrancu Publiju Korneliju Scipio Nasici (konzul 191 pr. n. št.).
Leta 190 pr. n. št. je bil med rimsko-selevkidsko vojno izvoljen za konzula in je skupaj z bratom vodil vojsko, ki je v bitki pri Magneziji dosegla veliko zmago.
Proti koncu bratovega življenja so Lucija obtožili poneverbe dela sredstev, ki jih je od Antioha zbral kot odškodnino. Brat Afrikanus, takratni glavni senator, je bil ogorčen in je šel celo tako daleč, da je med govorom v senatu v znak kljubovanja uničil finančne zapise kampanje.
Po bratovi smrti (ok. 183 pr. n. št.) je bil Lucija zaradi domnevne tatvine zaprt. Tribun Tiberij Sempronij Grah (konzul 177 pr. n. št.) ga je sčasoma pomilostil, čeprav je bil prisiljen prodati svoje premoženje in državi plačati pavšalni znesek. Rimski zgodovinarji poročajo, da ni hotel sprejeti nobenih daril ali posojil od prijateljev za plačilo kazni.
Za časa bratovega življenja, leta 185 pr. n. št., je Lucij z velikim sijajem praznoval igre, ki jih je obljubil v vojni z Antiohom. Valerij iz Antija je pripovedoval, da je potreben denar pridobil med veleposlaništvom, na katerega je bil poslan po obsodbi, da bi rešil spore med kraljema Antiohom III. in Evmenom II..
Leta 184 pr. n. št. je bil kandidat za cenzuro, a ga je premagal stari sovražnik njegove družine M. Porcij Katon, ki je Luciju na pregledu vitezov odvzel njegovega javnega konja, katerega je država podelila posamezniku skupaj s stroški za njegovo vzdrževanje).